# The King of the Kongo
The King of the Kongo foi um seriado estadunidense de 1929, produzido pela Mascot Pictures. Foi o primeiro seriado a apresentar som, embora apenas parcialmente, não sendo totalmente sonorizado.

## Sumário
Independentemente, os dois protagonistas, Diana Martin e o agente secreto estadunidense Larry Trent, procuram na selva por seus parentes desaparecidos, seu pai e seu irmão. Aliados a esse enredo estão os contrabandistas de marfim, e um tesouro perdido, escondido na selva.

## Elenco
- Jacqueline Logan .... Diana Martin
- Walter Miller .... Larry Trent,  agente secreto
- Richard Tucker .... Chefe do Serviço Secreto
- Boris Karloff .... Scarface Macklin. Os eventos quase fatais que ocorrem com o herói são precedidos por tiros sombrios de Karloff. No entanto, no capítulo final ele é revelado como não sendo o vilão, mas sim o verdadeiro pai da heroína[3]
- Larry Steers .... Jack Drake
- Harry Todd .... Comodoro
- Richard Neill .... Prisioneiro
- Lafe McKee .... Trader John
- J.P. Leckray .... Padre
- William P. Burt .... Mooney
- J. Gordon Russell .... Abandonado
- Robert Frazer .... Chefe nativo
- Ruth Davis .... Poppy
- Joe Bonomo .... Gorila

## Produção
The King of the Kongo foi o primeiro seriado a apresentar elementos sonoros. Grandes produtores cinematográficos, tais como Pathé e Universal Studios, estavam relutantes em mudar a produção silenciosa (embora a Universal tenha lançado o seriado Tarzan the Tiger, em parte falada, mais tarde, no mesmo ano), enquanto os estúdios mais pequenos não podiam pagar para fazê-lo. A lenda diz que o produtor e dono do estúdio Nat Levine levou os discos sonoros em seu colo, a partir de Los Angeles até Nova Iorque, pelo trem e avião, para que fossem desenvolvidos de forma segura. Por razões financeiras, estes discos não poderiam ser reparados ou substituídos, se alguma coisa tinha dado errado. Isso ocorreu 2 anos depois do primeiro filme parcialmente falado, The Jazz Singer (1927), ter sido realizado, e um ano depois do primeiro filme totalmente falado, Lights of New York (1928).
Duas versões desse seriado foram realizadas, uma versão parcialmente falada e uma versão silenciosa, destinada aos cinemas ainda não equipados adequadamente para o som.
A trilha sonora de "The King of the Kongo" tem sido considerada perdida, embora recentemente sete discos do som original, cinco deles rachados, terem sido localizados. São eles:  Cap. 4 rolo2, Cap. 5 rolo2, Cap. 7 rolo2, Cap. 8 rolo2, Cap. 9 rolo1, Cap. 10 rolo1, Chap 10 rolo2.
King of the Kongo é, às vezes, deturpado como um título alternativo para o seriado King of the Wild, também estrelado por Boris Karloff, em 1931.

### Trilha sonora
- "Love Thoughts of You", música de Lee Zahler, letra de Lois Leeson.

### Dublês
- Joe Bonomo
- Yakima Canutt

## Capítulos
1. Into the Unknown
2. Terrors of the Jungle
3. Temple of Beasts
4. Gorilla Warfare
5. Danger in the Dark
6. Man of Mystery
7. The Fatal Moment
8. Sentenced to Death
9. Desperate Choices
10. Jungle Justice